# Eupithecia persimulata
Eupithecia persimulata är en fjärilsart som beskrevs av Mcdunnough 1938. Eupithecia persimulata ingår i släktet Eupithecia och familjen mätare. Inga underarter finns listade i Catalogue of Life.